# Tangaroa beattyi
Tangaroa beattyi är en spindelart som beskrevs av Brent D. Opell 1983. Tangaroa beattyi ingår i släktet Tangaroa och familjen krusnätsspindlar. Inga underarter finns listade i Catalogue of Life.